# كفاسة
كَفَّاسَة (الاسم العلمي: Heteropoda)، جنس دويبات من العناكب وفصيلة العناكب الصيادة.تنتشر بشكل رئيسي في آسيا الاستوائية وأستراليا، في حين أن هناك نوع واحد على الأقل، هو H. venatoria، له توزيع عالمي، ويوجد H. variegata في منقطةالبحر الأبيض المتوسط.